# Pskovitianka
La donzella de Pskov, anomenada també Ivan el Terrible és una òpera amb pròleg i tres actes de Nikolai Rimski-Kórsakov amb llibret del mateix compositor basat en una novel·la de Lev Aleksàndrovitx Mei.
Estrenada al Teatre Mariïnski, Sant Petersburg, el 13 de gener de 1873, i revisada per les produccions del 1895 i del 1901.
En la seva primera òpera, Rimski-Kórsakov presenta un dilema per a l'heroïna Olga en el seu amor pel líder de l'oposició republicana al Tsar i també pel seu pare, el Tsar. L'acció se situa a la capital de la regió de Pskov, la ciutat de Pskov, quan Ivan el Terrible el 1570 va devastar els pobles de Nóvgorod i Pskov. La història no real en què es basa l'òpera procura explicar la decisió inesperada del Tsar.
L'obra té moltes similituds amb Borís Godunov de Mússorgski en estructura i orquestració: els dos compositors estaven compartint un apartament a l'època en què les dues òperes foren escrites.

## Argument
La princesa Olga, suposada filla del príncep Yury Ivanovich Tokmakov, virrei a Pskov, es compromet en matrimoni amb Matuta, amic i contemporani del príncep Yury, com diu a Tucha, el fill d'un administrador, abans de sentir la revelació del seu suposat pare que és la filla d'un altre. Les forces del Tsar Ivan el Terrible s'acosten a Pskov i Tucha organitza la resistència. Quan el Tsar esbrina que Olga és realment la seva pròpia filla mana aturar l'atac, però Olga és morta quan Tucha ataca els exèrcits del Tsar, inconscients que s'hagin acabat les hostilitats.